# Fort Providence Airport
Fort Providence Airport är en flygplats i Kanada. Den ligger i den centrala delen av landet, 3 200 km nordväst om huvudstaden Ottawa. Fort Providence Airport ligger 153 meter över havet.
Terrängen runt Fort Providence Airport är mycket platt. Trakten runt Fort Providence Airport är nära nog obefolkad, med mindre än två invånare per kvadratkilometer.. 